# František Hossa
František Hossa (* 13. September 1954 in Smižany, Tschechoslowakei) ist ein ehemaliger slowakischer Eishockeyspieler und heutiger -trainer sowie Verbandsfunktionär. Seit 2008 ist er Assistenztrainer der slowakischen Eishockeynationalmannschaft.

## Karriere
František Hossa war als aktiver Eishockeyspieler auf der Position des Verteidigers für den HC Dukla Trenčín in der 1. Liga, der höchsten tschechoslowakischen Spielklasse, aktiv. Nach seinem Karriereende erhielt er einen Posten im Trainerstab des Clubs und war zunächst von 1989 bis 1992 Assistenztrainer bei Dukla. Mit seiner Mannschaft gewann er in diesem Zeitraum in der Saison 1991/92 den tschechoslowakischen Meistertitel. Nachdem der bisherige Cheftrainer Július Šupler den Verein im Anschluss an diesen Erfolg verlassen hatte, erhielt Hossa dessen Amt als Cheftrainer, das er bis 1995 innehatte. In der Saison 1994/95 wurde er mit seinem Team, das seit dem Vorjahr am Spielbetrieb der nach Auflösung der Tschechoslowakei neu gegründeten Extraliga teilnahm, slowakischer Meister.
Von 2002 bis 2006 war Hossa Cheftrainer der slowakischen Eishockeynationalmannschaft. Abgelöst wurde er von seinem ehemaligen Trainerkollegen bei Dukla Trenčín, Július Šupler. Von 2006 bis 2009 war der Slowake Cheftrainer beim Extraliga-Club HK Poprad. Parallel betreute er bei der Weltmeisterschaft 2007 die slowakische Nationalmannschaft als General Manager. Während der Saison 2009/10 betreute er seinen Ex-Club HC Dukla Trenčín in der Extraliga, wurde jedoch anschließend durch Dušan Gregor ausgetauscht. Seit 2008 ist Hossa Assistenztrainer der slowakischen Nationalmannschaft, zunächst unter Ján Filc und seit dessen Rücktritt im Anschluss an Platz vier bei den Olympischen Winterspielen 2010, unter dem Kanadier Glen Hanlon.
In der Saison 2011/12 war er zunächst Assistenztrainer beim HK Spartak Moskau und wurde im November 2011 zum Interims-Cheftrainer befördert.

## Erfolge und Auszeichnungen
- 1992 Tschechoslowakischer Meister mit dem HC Dukla Trenčín (als Assistenztrainer)
- 1994  Slowakischer Meister mit dem HC Dukla Trenčín (als Cheftrainer)

## Familie
Seine Söhne Marcel und Marián sind ebenfalls ehemalige professionelle Eishockeyspieler.